# گذرگاه (فیلم ۲۰۰۰)
گذرگاه (به انگلیسی: The Crossing) یک تله‌فیلم، درام تاریخی آمریکایی محصول سال ۲۰۰۰ است که دربارهٔ عبور جورج واشینگتن از رودخانه دلاور و نبرد ترنتون است. این فیلم به کارگردانی رابرت هارمون با بازی جف دانیلز در نقش جورج واشینگتن همچنین کورنبرگ ریس در نقش هیو مرسر، سباستین روشه در نقش جان گلاور و استیون مک‌کارتی در نقش الکساندر همیلتون حضور دارند. این فیلم در ۱۰ ژانویه ۲۰۰۰ توسط شبکه ای‌اندئی به نمایش درآمد.

## تولید
فیلمبرداری از آوریل تا مه ۱۹۹۹ در تورنتو انجام شد.

## اشتباهات فیلم
گذرگاه حاوی چندین اشتباه جزئی و نابهنگاری تاریخی است. از جمله آنها این است که در دسامبر ۱۷۷۶، گیتس با اسلحه از اردوگاه خارج نشد. علاوه بر این، در زمانی که فیلم در آن جریان دارد، الکساندر همیلتون هنوز به کارکنان واشنگتن نپیوسته بود. در طول نبرد ترنتون، همیلتون فرماندهی یک توپخانه را برعهده داشت که از یک نقطه مرتفع در نزدیکی مرکز شهر شلیک کرد، که مانع از سازماندهی دفاع یا فرار هسی‌ها شد.
جزئیات ارائه شده در طول عنوان پایانی ادعا می‌کند که هیچ یک از مردان واشنگتن کشته یا زخمی نشده‌اند. در واقع، دو سرباز قاره‌ای در طول راهپیمایی یخ زدند و پنج نفر از جمله جیمز مونرو مجروح شدند.